# Jaime Mayor Oreja
 (mai 2025).
Si vous disposez d'ouvrages ou d'articles de référence ou si vous connaissez des sites web de qualité traitant du thème abordé ici, merci de compléter l'article en donnant les références utiles à sa vérifiabilité et en les liant à la section « Notes et références ».
Jaime Mayor Oreja, né le 12 juillet 1951 à Saint-Sébastien, est un homme d'État espagnol membre du Parti populaire (PP).

## Biographie

### Jeunesse
Ingénieur agronome de profession, il commence des études de droit mais n'a pu les terminer à cause de son engagement politique. Dès 1977, il adhère à l'Union du centre démocratique (UCD), dont il est secrétaire général du Guipuscoa, puis secrétaire adjoint aux Relations internationales entre 1978 et 1980.
Après avoir échoué à se faire élire député en mars 1979, il est nommé en juin conseiller au Tourisme du conseil général, le gouvernement autonomique provisoire du Pays basque. Il devient député au Parlement basque en mars 1980 mais doit démissionner au bout de huit mois pour faire son entrée au Congrès des députés en remplacement de Marcelino Oreja.

### Figure du Pays basque
Entre juillet et décembre 1982, il est délégué général du gouvernement au Pays basque, succédant à Oreja et étant remplacé par le socialiste Ramón Jáuregui.
Avec la disparition de l'UCD, il se rapproche du Parti démocrate populaire (PDP), puis se trouve investi chef de file de l'Coalition populaire (CP) — coalition de centre droit à laquelle le PDP participe — pour les élections autonomiques basques de 1984. Avec plus de 100 000 voix et sept députés sur 75, il améliore sensiblement le résultat du centre droit et devient alors le porte-parole de la CP au sein de l'assemblée législative.
Il se retire de la vie politique en 1986, déménage à Madrid avec sa famille et travaille au sein de l'entreprise Eulen. En 1989, il reprend sa carrière politique : à la demande de José María Aznar, chef de file électoral du nouveau Parti populaire (PP), il organise la refondation du centre droit basque. Il est ainsi élu député de Biscaye au Congrès lors des élections législatives anticipées du 29 octobre 1989.
Il démissionne au bout d'un an, afin de mener la campagne du PP aux élections au Parlement basque du 28 octobre 1990. En totalisant plus de 83 000 suffrages et six parlementaires sur 75, il triple le résultat obtenu en 1986 par Julen Guimón. Il réalise une percée au scrutin d'octobre 1994 : le PP s'adjuge plus de 146 000 voix et obtient alors 11 élus, ce qui constitue à l'époque son record au Parlement basque.
En mai 1995, il est investi tête de liste du Parti populaire à Saint-Sébastien après que l'adjoint au maire et précédent chef de file Gregorio Ordóñez a été assassiné par l'organisation terroriste Euskadi ta Askatasuna (ETA).

### Ministre de l'Intérieur
Le XIIe congrès national du PP le désigne vice-secrétaire général en février 1996, sous l'autorité de Francisco Álvarez-Cascos et aux côtés de Mariano Rajoy et Rodrigo Rato. Il est ensuite élu député au Congrès dans l'Alava au mois de mars suivant.
Le 6 mai 1996, Jaime Mayor Oreja est nommé à 44 ans ministre de l'Intérieur dans le premier gouvernement de José María Aznar. Réélu député — de Biscaye — en mars 2000, il est confirmé dans ses fonctions ministérielles le mois qui suit. S'il fait partie des huit ministres reconduits, il est avec Juan Carlos Aparicio le seul à conserver les mêmes responsabilités.

### Du Pays basque à l'Union européenne
Il remet sa démission le 28 février 2001 pour être de nouveau chef de file électoral du PP basque pour les élections autonomiques du 13 mai suivant. Remplacé par Mariano Rajoy, il réalise le meilleur résultat de l'histoire du centre droit espagnol au Pays basque : comptant près de 327 000 voix, il fait élire 19 députés sur 75. Malgré ce succès, il ne peut prétendre aux fonctions de président du gouvernement puisque les nationalistes totalisent 40 sièges.
Alors qu'il est pressenti en 2003 comme successeur d'Aznar avec Rodrigo Rato et Rajoy, c'est ce dernier qui est finalement retenu par le chef du PP. Réélu député d'Alava en mars 2004, il est investi tête de liste aux élections européennes de juin suivant. Il quitte donc les Cortes Generales pour le Parlement européen en juillet 2004. Il conserve son mandat en juin 2009 mais ne se représente pas en mai 2014.

### Fondation de Norte, Este, Oeste y Sur
Mayor Oreja crée en 2021 la fondation Norte, Este, Oeste y Sur (NEOS), qu'il préside. Elle a pour ambition initiale de devenir un équivalent conservateur du mouvement des Indignés. Elle a le soutien de l'Asociación Católica de Propagandistas et a María San Gil comme vice-présidente. NEOS défend des positions fortement conservatrices et catholiques, s'oppose à l'avortement qu'elle qualifie de crime et défend les « racines chrétiennes » de l'Espagne.
En 2025, Mayor Oreja appelle à l'union du Parti populaire et de Vox autour d'un « programme minimum » face à ce qu'il perçoit comme un risque existentiel pour la nation espagnole. Son discours s'articule également autour de l'idée que l'ETA a triomphé malgré sa disparition apparente, à travers ce qu'il nomme le « Front populaire ».

### Vie privée
Catholique pratiquant, il est le neveu de Marcelino Oreja.